# Барбро Коллберґ
Барбро Анна Елізабет Коллберґ Гільдестранд (швед. Barbro Anna Elisabet Kollberg Hildestrand; нар. 27 грудня 1917, Ескільстуна, Седерманланд, Швеція — пом. 6 березня 2014, Стокгольм, Швеція) — шведська театральна, кіно- та телеакторка, театральна педагогиня. Найбільш відома виконанням ролі Меґґі у стрічці Інґмара Берґмана «Дощ над нашим коханням» (1946).

## Життєпис
Народилася 27 грудня 1917 року в місті Ескільстуна, в сім'ї Моріца-Віллара Коллберґа (1891-1970) та Анни-Олівії «Лівни» Оберґ (1896-1964). У 1924 році разом з батьками преїхала у Стокгольм. Закінчила Кунґсгольменську гімназію у 1937 році.
Після закінчення гімназії навчалася у Королівській драматичній школі при Королівському драматичному театрі з 1937 по 1940 рік. Після закінчення школи працювала акторкою у шведській театральній групі «Драматикер».
У 1939 році дебютувала в кіно невеликою роллю Неллі у драматичній стрічці «Сьогодні починається життя».
З 1945 до 1959 року разом з Лоренсом Мармстедтом була керівницею театру «Skansenteatern» у Скансені. 
У 1950-х роках одружилася з директором готелю та майже повністю перестала зніматися у кіно та телебаченні, лише періодично виступала у міському театрі «Östgötateatern» у Норрчепінґу та Лінкіпінґу. 
1976 року переїхала у Гетеборг, де викладала театральне мистецтво у Гетеборзькому університеті з 1976 по 1982 рік, виступала в театрі «Ательє» у 1982-1985 роках, а також викладала в Школі виконавських мистецтв .
Померла Барбро Коллберґ 6 березня 2014 року в Стокгольмі, похована на цвинтарі Лідінґе.

## Особисте життя
У 1942 році одружилася зі шведським журналістом та автором італійського походження Ґвідо Валентином (1895–1952). Народила доньок Маргарет (нар. 1943) та Маріанну (нар. 1946). 
1953 року, після смерті чоловіка, одружилася з Оке Гільдестрандом (1918–1979). Народила синів Ларса-Еке (нар. 1954) та Бьорна (нар. 1955). 

## Фільмографія
| Рік  |    | Українська назва                       | Оригінальна назва                    | Роль                      |
| ---- | -- | -------------------------------------- | ------------------------------------ | ------------------------- |
| 2006 | с  | Шедевр                                 | Mästerverket                         | Ґунвор                    |
| 2004 | ф  | Так, як на небі                        | Så som i himmelen                    | Ольга                     |
| 2003 | с  | Клео                                   | Cleo                                 | Бірґітта                  |
| 2002 | с  | Шеппсгольмен                           | Skeppsholmen                         | Сіґрід                    |
| 2001 | ф  | Сімейні таємниці                       | Familjehemligheter                   | Аста                      |
| 2001 | ф  | Котячі листи                           | Kattbreven                           | Рут                       |
| 1999 | с  | Маленький червоний пакет               | Ett litet rött paket                 | бабуся                    |
| 1997 | ф  | Свенссон, Свенссон — фільм             | Svensson, Svensson - filmen          | тітка Ґрета               |
| 1997 | с  | Снокер                                 | Snoken                               | Елла                      |
| 1997 | ф  | Тік-так                                | Tic Tac                              | Едіт                      |
| 1997 | с  | Парфуми на замовлення                  | Persons parfymeri                    | клієнтка                  |
| 1997 | ф  | Неодружена пара — фільм, який розлучає | Ogifta par — en film som skiljer sig | епізодична роль           |
| 1997 | с  | Ірма та Ґерд                           | Irma & Gerd                          | стара леді                |
| 1995 | ф  | Якщо ти зупинишся, я біжу              | Stannar du så springer jag           | леді у кав'ярні           |
| 1995 | ф  | Візьміть своє життя                    | Tag ditt liv                         | Сіґне Дальман, мати Стіґа |
| 1993 | с  | Дружина боса Інґеборґ                  | Chefen fru Ingeborg                  | Марія                     |
| 1992 | ф  | Добрі наміри                           | Den goda viljan                      | Ґертруд Талрот            |
| 1992 | с  | Перше кохання                          | Första kärleken                      | Клара                     |
| 1991 | кф | Контролер                              | Kontrollanten                        |                           |
| 1984 | с  | Ніхто не може бути безпечним ...       | Tryggare kan ingen vara ...          | пані Ліндберґ, мати Беріт |
| 1983 | тф | Екскурсія                              | Utflykten                            | бібліотекарка             |
| 1983 | с  | Нілла                                  | Nilla                                | медпрацівниця             |
| 1982 | с  | Якщо кохання ...                       | Om kärlek är...                      | епізодична роль           |
| 1982 | с  | Літаючий сервіс                        | Flygande service                     | Саґа                      |
| 1981 | ф  | Батько і небо                          | Pappa och himlen                     | лікарка                   |
| 1979 | с  | Мати виходить заміж                    | Mor gifter sig                       | дружина продавця          |
| 1979 | ф  | Шарлотта Левеншельд                    | Charlotte Löwensköld                 | немає у титрах            |
| 1977 | с  | Янгол                                  | Engeln                               | Майя                      |
| 1976 | тф | У вас немає материнських почуттів?     | Har du inga moderskänslor?           | мати Стіна                |
| 1967 | ф  | Поперечна балка                        | Tvärbalk                             | домогосподарка            |
| 1963 | ф  | Однієї неділі вересня                  | En söndag i september                | мати Бірґітти             |
| 1963 | ф  | Жовта автівка                          | Den gula bilen                       | Марія Енґстрьом, лікарка  |
| 1957 | ф  | Маленький Фрідріф стає дідусем         | Lille Fridolf blir morfar            | Аґнес, подруга Сесілії    |
| 1951 | ф  | Серце у шторм                          | Herzen im Sturm                      | Фрея                      |
| 1945 | ф  | Пристрасть                             | Lidelse                              | Інґа, дочка Маріанни      |
| 1945 | ф  | Втікач                                 | Jagad                                | Майґ Гьоґберґ             |
| 1945 | ф  | Дівчата в порту                        | Flickor i hamn                       | Лісбет                    |
| 1944 | ф  | Донька народилася                      | En dotter född                       | Інґер Падіус              |
| 1944 | ф  | Як більшість людей                     | Som folk är mest                     | Інґа Ларссон              |
| 1943 | ф  | Кунґсґатан                             | Kungsgatan                           | Марта                     |
| 1942 | ф  | Три веселі шахраї                      | Tre skojiga skojare                  | Рут Бреде                 |
| 1942 | ф  | Жовта клініка                          | Gula kliniken                        | Ірма Свенссон             |
| 1941 | ф  | Сьогодні вночі — чи ніколи             | I natt – eller aldrig                | Єва Гедман                |
| 1941 | ф  | Додому з Вавилону                      | Hem från Babylon                     | Ґунбоґа                   |
| 1940 | ф  | Герої в жовтому та синьому кольорах    | Hjältar i gult och blått             | Луїза Дельмер             |
| 1939 | ф  | Сьогодні починається життя             | I dag börjar livet                   | Неллі                     |